# Saint-Césaire-de-Gauzignan
Saint-Césaire-de-Gauzignan är en kommun i departementet Gard i regionen Occitanien i södra Frankrike. Kommunen ligger i kantonen Vézénobres som tillhör arrondissementet Alès. År 2022 hade Saint-Césaire-de-Gauzignan 390 invånare.

## Befolkningsutveckling
Antalet invånare i kommunen Saint-Césaire-de-Gauzignan
Referens:INSEE